# انجمن وکلای حقوق بازنشستگی
انجمن وکلای حقوق بازنشستگی (APL) گروهی است که بیش از ۱۱۰۰ وکیل دارد که قانون مزایای بازنشستگی را در انگلستان انجام می‌دهند. این سازمان غیرانتفاعی است و هیچ ارتباطی با انجمن جامعه حقوقی ندارد. این مؤسسه در سال ۱۹۸۴ تأسیس شده‌است، و نمایندگی مجمعی است که به موجب آن وکلا در بنگاه‌های مختلف و اتاقهای وکالت می‌توانند دانش و عقاید در مورد قانون و تحولات حقوق بازنشستگی را تبادل کنند. انجمن وکلای حقوق بازنشستگی نمونه ای غیرمنتظره از همکاری بین وکلا رقیب را نشان می‌دهد، و اتحادیه وکلای اشتغال (ELA) در مورد آن الگوسازی شد. رئیس فعلی آن هیول رابینسون است و دبیر فعلی آن ایزابل کاروترز است.
این یک عنصر آموزشی قوی، با کنفرانس سالانه، سمینارهای مکرر و کنفرانس‌های آموزشی برای وکلا ی بازنشستگی است. انجمن وکلای حقوق بازنشستگی در مورد تغییرات قانونی و نظارتی پیشنهادی، فنی (نه سیاسی) ارائه می‌دهد. این برنامه همچنین خدمات شبکه‌های اجتماعی قابل توجهی را بین حقوقدانان بازنشستگی فراهم می‌کند، که در نتیجه از سایر رشته‌های حقوقی در انگلستان بیشتر با یکدیگر آشنا هستند. با توجه به مزایای عملی عضویت، تقریباً همه وکلا در زمینه حقوق بازنشستگی عضو انجمن وکلای حقوق بازنشستگی می‌شوند.